# Diphascon punctatum
Diphascon punctatum är en djurart som tillhör fylumet trögkrypare, och som först beskrevs av Iharos 1962.  Diphascon punctatum ingår i släktet Diphascon och familjen Hypsibiidae. Inga underarter finns listade i Catalogue of Life.